# Francis Cavalier-Bénézet
Francis Cavalier-Bénézet, né le 28 janvier 1922 à Valleraugue (Gard)et mort le 7 septembre 2014 à Valleraugue (Gard), est un résistant et homme politique socialiste français.

## Biographie
Durant la Seconde Guerre mondiale, il est résistant au Maquis Aigoual-Cévennes. Il se lance dans la politique au début des années 1950.

## Mandats
- Maire de Valleraugue (1953-2001) ;
- Sénateur du Gard (1992-1998) ;
- Conseiller général du Canton de Valleraugue (1959-2008) ;
- Ancien vice-président du Conseil général du Gard ;
- Président-fondateur du Syndicat Mixte d'Electricité du Gard en 1994.[réf. nécessaire]

## Récompenses et distinctions
- Chevalier de la Légion d'honneur
- Officier de l'ordre national du Mérite
- Officier du Mérite agricole
- Membre de l’Académie des Hauts Cantons (fauteuil I)